# Ползунки

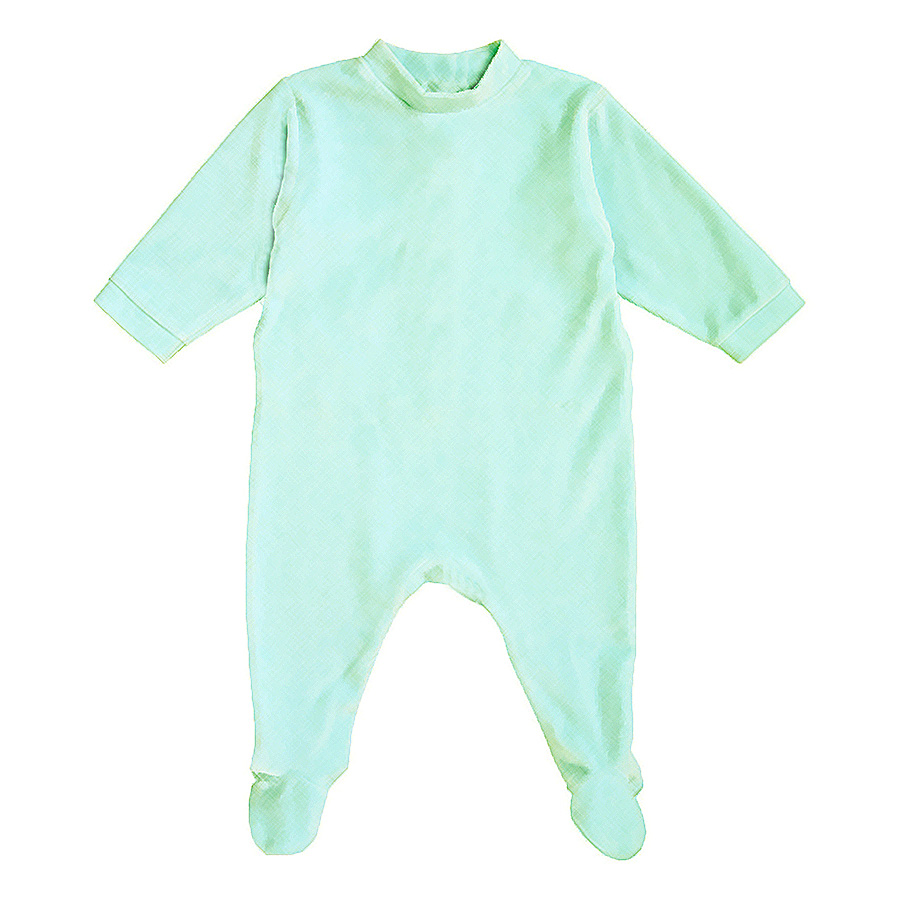
Ползунки с длинными рукавами (слип)

Ползунки́ — вид детской одежды для сна (пижама), представляющий собой штанишки (обычно закрытые снизу) с бретельками на плечах. Один из наиболее популярных видов домашней одежды для детей до года, начинающих ползать или уже активно ползающих.
Существуют различные разновидности ползунков:
- штанишки на широкой резинке или штанишки с застёжками (кнопками, пуговицами) на плечах,
- с закрытыми или с открытыми ножками,
- с рукавами или без рукавов,
- с кнопками на внутренней стороне (между ног) для смены подгузника.

Ползунки с длинными рукавами, представляющие собой фактически слитный комбинезон («ползунки + кофточка»), известны также под названием «слип».